# Cogo (vattendrag i Burundi, Muramvya)
Cogo är ett vattendrag i Burundi.   Det ligger i provinsen Muramvya, i den centrala delen av landet, 40 kilometer nordost om huvudstaden Bujumbura.
Omgivningarna runt Cogo är en mosaik av jordbruksmark och naturlig växtlighet. Runt Cogo är det tätbefolkat, med 369 invånare per kvadratkilometer.